# Dekha
Dekha is een bestuurslaag in het regentschap Nias van de provincie Noord-Sumatra, Indonesië. Dekha telt 984 inwoners (volkstelling 2010).